# Sulkuejärvi
Sulkuejärvi är en sjö i kommunen Kihniö i landskapet Birkaland i Finland. Sjön ligger 131,4 meter över havet. Arean är 1,05 kvadratkilometer och strandlinjen är 6,18 kilometer lång. Sjön  ingår i Kumo älvs huvudavrinningsområde.   Den ligger omkring 84 km norr om Tammerfors och omkring 240 km norr om Helsingfors. 
Öster om Sulkuejärvi ligger Kihniö kyrkoby, huvudort i Kihniö kommun.